# Agathosma cordifolia
Agathosma cordifolia är en vinruteväxtart som beskrevs av Neville Stuart Pillans. Agathosma cordifolia ingår i släktet Agathosma och familjen vinruteväxter. Inga underarter finns listade i Catalogue of Life.